# تشارلز آدامز بلاكلي
تشارلز آدامز بلاكلي (بالإنجليزية: Charles Adams Blakely)‏ هو ضابط أمريكي، ولد في 1 أكتوبر 1879 في ويليامزبورغ في الولايات المتحدة، وتوفي في 12 سبتمبر 1950 في سان دييغو في الولايات المتحدة.